# Samorost 3
Samorost 3 es un juego de aventuras y rompecabezas de estilo point-and-click desarrollado por Amanita Design. Es el tercer título de la serie Samorost y la secuela de Samorost 2. Es el primer juego de la serie de larga duración y con gráficos de alta definición. La historia tiene lugar a través de cinco planetas y cuatro lunas. El juego estaba previsto originalmente para 2015.

## Desarrollo
El desarrollo comenzó en 2010. Samorost 3 fue desarrollado por un equipo de aproximadamente seis personas. Los desarrolladores se inspiraron artísticamente de películas animadas por directores checos como Karel Zeman, Jan Švankmajer, Jiří Barta o Břetislav Pojar. Otra fuente de inspiración fueron las películas del animador ruso Yuriy Norshteyn. El juego consta de 45 pantallas que se cambiaron muchas veces a lo largo del desarrollo. Otra parte importante del desarrollo fue el registro del sonido. Bára Kratochvílová y Miloš Dvořáček fueron los encargados de grabar ruidos extraños para el juego. Otros sonidos fueron creados por Tomáš Dvořák utilizando múltiples instrumentos, para crear los sonidos requeridos. Dvořák también compuso la música para el juego.
Samorost 3 fue lanzado el 24 de marzo de 2016 para Steam.

## Modo de juego
Samorost 3 cuenta con una jugabilidad similar a anteriores juegos de Amanita Design. El juego no contiene ningún diálogo, sólo un sistema de animación a través de bocadillos. El jugador controla a Gnome en su viaje a través del espacio lleno de planetas. Explora el entorno, resuelve rompecabezas y recopila los elementos necesarios para los obstáculos que se cruzan en su camino. También puede comunicarse con las criaturas que conoce durante su viaje. Estas criaturas incluyen fantasmas que necesitan la ayuda de Gnome. El jugador también puede usar una flauta requerida para resolver algunos rompecabezas.
Samorost 3 cuenta con una guía desde el primer momento accesible, tras jugar a un minijuego, si el jugador se queda atascado. El tutorial no es escrito ni oral, sino que consiste en una serie de bocetos que describen el rompecabezas y su solución.

## Argumento
Samorost 3 comienza cuando una flauta mágica cae cerca de la casa de Gnome, el protagonista que es un gnomo. Gnome decide investigar acerca de donde proviene. Se embarca en un viaje a través del cosmos para averiguar acerca de su origen. Él va de planeta en planeta y conoce a varias criaturas que le ayudan con sus problemas. Descubre a través de su viaje que la flauta pertenece a unos monjes que utilizan su poder mágico para reparar el espacio. Uno de estos monjes se volvió más tarde en contra de los demás y crea un dragón mecánico para causar estragos a lo largo de los planetas. Gnome llega al planeta de los monjes y revive un caballero mecánico que mata al dragón. Gnome entonces celebra el final feliz con otros monjes.

## Recepción
Samorost 3 en general, ha sido bien recibido por la crítica. Posee un 81% en Metacritic.
Washington Post calificó Samorost 3 como «un extraño y hermoso juego de aventuras point-and-click». T review comparó Samorost 3 con Loom ya que ambos juegos cuentan con un personaje principal con capucha que canaliza magia a través de la música. La crítica elogió la animación y sus gráficos surrealistas. Otro punto a favor es el sistema de pistas que puede ayudar al jugador a reducir su frustración. La revisión termina con la recomendación para los padres que «buscan algo para jugar con sus hijos pequeños».
Kill Screen tildó Samorost 3 como «El mejor juego de aventura en años». La revisión elogió el diseño del mundo gráfico. El juego también fue alabado por su modo de juego que le da al jugador una gran sensación de exploración.